# Нижнешакарово
Нижнешакарово (баш. Түбәнге Шәкәр) — деревня в Стерлибашевском районе Республики Башкортостан Российской Федерации. Входит в состав Сарайсинского сельсовета.  

## География

### Географическое положение
Расстояние до:
- районного центра (Стерлибашево): 28 км,
- центра сельсовета (Елимбетово): 13 км,
- ближайшей ж/д станции (Стерлитамак): 49 км.

## История
С 30-х гг. XX в. д. Алимгузино переименована в Нижнешакарово. В начале XIX в. возникла д. Алимгузино. В 1816 г. в ней со своим сыном Мухаметгали жил ее основатель, юртовой старшина 45-летний Алимгузя Юлдашев. Был жив и его отец – Юлдаш Максютов. Население деревни состояло из 82 чел., живших в 15 дворах. Через 34 года 158 чел. жили в 30 дворах. Эта деревня впоследствии получила название Нижнешакарово. 56 дворов в Алимгужино Карагушевской волости было учтено переписью 1917 г., жителей было 313. Советская перепись 1920 г. учла ее в составе Калкашевской волости как Алимгузино (Нижне-Шакарово), в 53 дворах проживал 261 житель.

## Население
| 2002 | 2009 | 2010 |
| ---- | ---- | ---- |
| 89   | ↗94  | ↘74  |

Согласно переписи 2002 года, преобладающая национальность — башкиры (97 %).